# 제로의 사역마의 설정
이 문서는 라이트노벨 제로의 사역마의 설정을 나타낸 것이다.

## 인명 및 지명

### 하르케기니아 대륙
제로의 사역마의 무대. 시대상은 중세 시대와 근대 르네상스 정도로 보인다.

#### 트리스테인 왕국
국가 수반은 앙리에타. 시조로 브리미르를 두고 있는 왕국. 초기에는 세력이 강성하였으나 후반에는 전통만을 고수하여 영토가 줄어드는 등 몰락하고 있다.

#### 갈리아 왕국
시조 브리미르의 아들 중 하나가 세운 왕국. 하르케기니아 대륙 최강국. 엘프와 국경을 맞대고 있으며, 현 국왕은 타바사.

#### 게르마니아 제국
성전으로 인한 혼란으로 지방 제후가 반란을 일으켜 세운 신생국.

#### 로말리아 도시연합
시조 브리미르가 숨을 거둔 땅에 제자 성 포르사테가 세운 도시국가연합왕국. 국가 수장은 '교황'으로 모든 브리미르 교도의 존경을 받는다.

### 알비온 대륙
하르케기니아 대륙과 별개의 부유 대륙. 백의 나라라고도 불린다. 배를 이용해서만 갈 수 있다.

#### 알비온 제국
시조 브리미르의 아들 중 하나가 세운 왕국. 레콩키스타에 의해 멸망하였다.

### 동쪽 세계
로바 알 칼리예와 사하라(네프테스, 엘프들이 살고 있는 곳) 등이 있다. 작중 묘드니트니른(셰필드)이 이곳에서 왔다고 주장하였다. 사이토가 주로 로바 알 칼리예에서 왔다고 둘러대기도 한다.

## 관련 설정

### 4계통 마법
제로의 사역마의 세계관에서 마법은 4계통 마법과 전설로 '알려진 허무'의 마법이 존재한다.
- 물

대표적인 인물은 몽모랑시.
- 불

대표적인 인물은 퀴르케.
- 바람

대표적인 인물은 타바사.
- 흙

대표적인 인물은 기슈.

### 허무의 힘
전설로 밖에 알려지지 않은 마법이고, 기존의 4계통 마법과 다른 이상한 효과가 있다. 그러나, 루이즈와 티파니아 등 허무의 능력자가 있다는 것이 알려졌다.
[네 가지 넷]
시조 브리미르가 세 아들과 한명의 제자에게 각각 2가지 보물과 능력을 물려주었다고 한다. 각각 왕국을 세워서 능력과 보물을 전수한다.
- 트리스테인 : 루이즈 - 시조의 기도서 - 물의 루비 - 사이토(간달브)

- 알비온 : 티파니아 - 시조의 오르골 - 바람의 루비 - 사이토(리브스라시르)

- 갈리아 : 조제프 → 조제트 - 시조의 향로 - 흙의 루비 - 셰필드(묘드니트니른) → 줄리오(묘드니트니른)

- 로말리아 : 비토리오 - 시조의 원경 - 불의 루비 - 줄리오(빈달브)

### 사역마
일반적으로 사역마는 하르게니아 대륙의 몬스터로 소환되지만, 사이토처럼 이세계에서 소환되는 경우도 극소수 있다. 또한, 사역마에게는 룬이 붙는데 이것은 그 사역마의 능력을 나타낸 것이다. 예를 들자면, 사이토는 '전설의 간달브' 인데 이는 그 사역마는 모든 종류의 무기를 다룰 수 있다는 것을 의미한다.
[허무의 사역마]
- 간달브 : 신의 왼손. 원래 의미는 '마법을 다룰 줄 아는 소인'으로 시조 브리미르의 첫 번째 사역마였다. 모든 종류의 무기를 다룰 수 있으며, 영창 시간이 긴 허무의 마법을 사용하는 주인을 보호하기 위한 용도이다. 샤샤와 사이토가 속한다.

- 빈달브 : 신의 오른손. 모든 동물을 조종할 수 있는 사역마이다. 허무의 마법 '생명'을 발동할 때 사용자와 사역마를 운반하는 역할을 맡고 있다. 줄리오가 속한다.

- 묘드니트니른 : 신의 두뇌. 온갖 마도구를 조종 및 사용할 수 있는 사역마이다. 허무의 마법 '생명'을 발동할 때 네 가지 비보를 공명시키는 역할이다. 셰필드와 줄리오가 속한다.

- 리브스라시르(북유럽신화 라그나로크 후에 살아남는 인간 중 여자의 이름이다.) : 신의 심장. 마지막 네번째 사역마. 허무의 마법 '생명'의 대상이다. 그 자체가 되는 것만으로 죽는다고 한다. 샤샤와 사이토가 속한다.[1]